# Pasquale Anfossi
Pasquale Anfossi (Taggia, 5 aprile 1727 – Roma, febbraio 1797) è stato un compositore e violinista italiano che si cimentò con successo in tutti i generi musicali del suo tempo.
Fu acclamato e grande operista, la sua produzione dal 1774 al 1789 conta circa 40 opere, sia serie sia comiche, rappresentate nei maggiori teatri dell'epoca: Napoli, Roma, Pistoia, Venezia, Milano, Bologna, Firenze, Pisa, Prato, Torino, Reggio Emilia e, all'estero, Parigi, Vienna, Dresda, Londra e Praga, solo per citare alcune città che lo accolsero.

## La vita
Nato a Taggia, in provincia di Imperia, cominciò gli studi musicali con il padre per completarli a Napoli presso il Conservatorio di Santa Maria di Loreto. Vi studiò dapprima violino con Francesco Barbella, e successivamente composizione con Francesco Durante e Niccolò Piccinni. Anfossi fu compositore fecondo cimentandosi con successo in tutti i generi musicali.
Esteban de Arteaga, letterato e teorico musicale spagnolo, nelle sue Rivoluzioni del 1785 lo definisce così: «ritrovatore facile e fecondo massimamente nel buffo, e che forse ottiene fra i compositori lo stesso luogo che Goldoni fra i poeti comici».
Dopo aver esordito a Napoli con le opere Lo sposo di tre e marito di nessuna, scritto in collaborazione con Pietro Alessandro Guglielmi, Il finto medico (1764), La fiammetta generosa (1766), firmata con il Piccinni, I matrimoni per dispetto (1767), e a Venezia nel 1769 con l'opera seria Cajo Mario, dal 1771 Anfossi tenta il successo a Roma, presentato e protetto dall'amico e maestro Piccinni, benché Anfossi fosse di un anno più anziano di questi.
Si eseguono l'opera giocosa I visionari e l'intermezzo, scritto con Carlo Franchi, Il Barone di Rocca Antica, su testo del Petrosinelli, dati entrambi al Teatro delle Dame.
L'esito di questi due lavori, non fu dei più entusiasmanti ma il vero trionfo arrivò nel 1773 sempre al Teatro delle Dame con La Giannetta, ossia L'incognita perseguitata, opera buffa che il Petrosinelli autore del libretto scrisse attingendo dal Goldoni.
In questa occasione il suo successo fu completo e dopo la bonne-fille di Piccinni, rappresentata tredici anni prima, mai nessun'altra opera aveva scatenato un entusiasmo simile a quello che suscitò L'incognita perseguitata. Successivamente l'opera La finta giardiniera scritta nel 1773 per il Teatro delle Dame di Roma, consacrò il compositore di Taggia grande operista, destituendo definitivamente il Piccinni dal favore del pubblico non solo romano ma di tutta Europa, giacché quella stessa opera fu eseguita nelle maggiori città italiane ed estere con grandissimo successo.
Dal 1771 al 1780 Anfossi fu maestro del Coro dell'Ospedale dei Derelitti (Ospedaletto) a Venezia per il quale scrisse numerosi mottetti solistici, antifone mariane e Oratori.
Successivamente, già celebre operista, si recò a Parigi, infatti qui si conoscevano La finta giardiniera che tenne i palcoscenici a lungo, Il geloso in cimento e Il matrimonio per inganno.
L'amministrazione dell'Opéra scelse l'occasione del suo soggiorno nella capitale francese, per far eseguire l'incognita perseguitata che era stata parodiata da Rochefort sotto il titolo de L'infante de Zamora.
Nel 1781 lo vediamo a Londra (sembra motivasse l'abbandono della capitale francese con l'insofferenza verso lo stile dei cantanti francesi) in qualità di Direttore dell'Opera Italiana carica che conserverà fino al 1783, quindi Anfossi parte alla volta di Praga e Berlino, dove rappresentò Il trionfo di Arianna e Il cavalier per amore.
Il suo ritorno in patria fu contrassegnato dalla realizzazione di un'opera buffa intitolata Chi cerca trova, rappresentata a Firenze nel 1784. Dopo aver composto musica per diversi altri teatri sparsi un po' ovunque in tutta la penisola, ritornò a Roma nel 1787 diventando cinque anni dopo maestro di cappella presso la Cappella musicale Pia Lateranense in San Giovanni in Laterano.
Oltre al teatro d'opera, Pasquale Anfossi coltivò l'oratorio, la musica sinfonica (67 sinfonie, concerti e altro) e la musica sacra.

## Considerazioni sull'artista
Anfossi fu tra i protagonisti della Scuola musicale napoletana, insieme a Pietro Alessandro Guglielmi, Niccolò Piccinni e Tommaso Traetta, e ai più giovani Giovanni Paisiello e Domenico Cimarosa condurrà l'Opera buffa ai massimi splendori.
Pasquale Anfossi nelle sue Opere riesce a sviluppare una tenera e aggraziata vena lirica che è in grado di balzare facilmente al comico utilizzando procedimenti che saranno ripresi successivamente anche da Paisiello.
Nell'Opera seria la produzione dell'Anfossi è rivolta con decisione nel senso della riforma di Gluck e Traetta. La sua originalità pur svoltasi su binari consueti è improntata a una musicalità di grande potenza drammatica.
Il suo felice contributo alla Musica sacra vede una buona produzione di Messe, Antifonie, Oratori ecc. Nell'Oratorio il suo lavoro più apprezzato fu La Betulia liberata, altri oratori Sant'Elena al Calvario, Giuseppe riconosciuto (su testo del Metastasio), Ester ed Il Sacrificio di Noè.
Inoltre Anfossi fece parte della nutrita schiera di cultori della Sinfonia, Forma musicale che la Scuola musicale napoletana con l'enorme numero di musicisti che qui si formarono a partire da Alessandro Scarlatti consolidò e sviluppò. Tra le sinfonie più celebri si può annoverare l'ouverture da Il geloso in cimento (J. D22), catalogata da Joyce L. Johnson nel 1983 e conosciuta sotto il falso nome di "Sinfonia Venezia" che  compariva nel frontespizio di un manoscritto ritrovato a Napoli e così riportato nel libretto a cura di Sandro Cappelletto del CD "Sinfonie Napolitane" edito da Antes Concerto - Milano nel 1997 ed eseguita dall'Orchestra da Camera di Napoli diretta da Enzo Amato.
Per quanto concerne la musica occasionale, merita sicuramente menzione la Cantata "L'Armonia" appositamente composta ed eseguita dal celeberrimo soprano monticellese Brigida Giorgi Banti a Venezia, al Teatro San Benedetto nel 1790. La musica, data per dispersa, è stata fortunosamente ritrovata dal musicologo Mario Genesi nel 2022. 

## Anfossi e Mozart
Nella critica musicale successiva sono stati riconosciuti gli influssi di Anfossi sull'opera di Mozart. Il compositore salisburghese era stato a Napoli appena quattordicenne, nel 1770, con il padre Leopold, e conobbe probabilmente la musica di Anfossi in questa occasione. Successivamente scrisse delle arie per le opere Il curioso indiscreto e Le gelose fortunate di Anfossi in occasione di due rappresentazioni a Vienna nel 1783 e nel 1788.
Due importanti musicologi di inizio secolo, Georges du Parc Poulain Saint-Foix e Theodor Wyzewa, nella loro monumentale monografia su Mozart in cinque volumi, segnalano un particolareggiato confronto fra la partitura de La finta giardiniera di Anfossi e quella di Mozart. I due studiosi rilevano molte analogie fra le due opere, constatando che spesso il Salisburghese seguì gli schemi formali dell'opera dell'Anfossi e ne riprese persino l'invenzione ritmica. 

## Lavori

### Opere
| Titolo                                                                         | Genere                          | Atti    | Libretto                        | Première         | Città, teatro                                        | Note                                                                                 |
| ------------------------------------------------------------------------------ | ------------------------------- | ------- | ------------------------------- | ---------------- | ---------------------------------------------------- | ------------------------------------------------------------------------------------ |
| La serva spiritosa                                                             | farsetta                        | 2 parti |                                 | Carnevale 1763   | Roma, Teatro Capranica                               |                                                                                      |
| Lo sposo di tre e marito di nessuna                                            | commedia per musica             | 3 atti  | Antonio Palomba                 | autunno 1763     | Napoli, Teatro Nuovo                                 | Con Pietro Guglielmi                                                                 |
| Il finto medico                                                                | commedia per musica             | 3 atti  |                                 | inverno 1764     | Napoli, Teatro Nuovo                                 |                                                                                      |
| Fiammetta generosa                                                             | commedia per musica             | 3 atti  |                                 | Carnevale 1766   | Napoli, Teatro dei Fiorentini                        | Collaborazione con Niccolò Piccinni                                                  |
| I matrimoni per dispetto                                                       | commedia per musica             | 3 atti  | Antonio Palomba                 | Carnevale 1767   | Napoli, Teatro Nuovo                                 |                                                                                      |
| La clemenza di Tito                                                            | dramma per musica               | 3 atti  | Pietro Metastasio               | 30 maggio 1769   | Roma, Teatro Argentina                               |                                                                                      |
| Armida                                                                         | dramma per musica               | 3 atti  | Jacopo Durandi                  | Carnevale 1770   | Torino, Teatro Regio                                 | Da Torquato Tasso diretta da Gaetano Pugnani con Pietro Benedetti                    |
| Cajo Mario                                                                     | dramma serio                    | 3 atti  | Gaetano Roccaforte              | autunno 1770     | Venezia, Teatro San Benedetto                        |                                                                                      |
| Quinto Fabio                                                                   | dramma per musica               | 3 atti  | Apostolo Zeno                   | Carnevale 1771   | Roma, Teatro delle Dame                              |                                                                                      |
| Nitteti                                                                        | dramma per musica               | 3 atti  | Pietro Metastasio               | 13 agosto 1771   | Napoli, Teatro San Carlo                             | con Gaspare Pacchierotti                                                             |
| Lucio Papirio                                                                  | dramma per musica               | 3 atti  | Apostolo Zeno                   | 1771             | Roma, Teatro delle Dame                              | Attribuzione dubbia                                                                  |
| I visionari                                                                    |                                 |         | Giovanni Bertati                | 1771             | Roma, Teatro delle Dame                              | Attribuzione dubbia                                                                  |
| Alessandro nell'Indie                                                          | dramma per musica               | 3 atti  | Pietro Metastasio               | Carnevale 1772   | Roma, Teatro Argentina                               |                                                                                      |
| L'amante confuso                                                               | commedia per musica             | 3 atti  | Saverio Zini                    | autunno 1772     | Napoli, Teatro dei Fiorentini                        |                                                                                      |
| Il barone di Rocca Antica (La finta zingara per amore)                         | intermezzo, riveduta come farsa | 2 atti  | Giuseppe Petrosellini           | 1772             | Dresda                                               | Con Carlo Franchi; Anfossi compose il secondo atto                                   |
| La Giannetta, ossia l'incognita perseguitata (Matilde ritrovata)               | dramma giocoso                  | 3 atti  | Giuseppe Petrosellini           | 9 gennaio 1773   | Roma, Teatro delle Dame                              | Da Carlo Goldoni                                                                     |
| Demofoonte                                                                     | dramma per musica               | 3 atti  | Pietro Metastasio               | Carnevale 1773   | Roma, Teatro Argentina                               |                                                                                      |
| Antigono                                                                       | dramma per musica               | 3 atti  | Pietro Metastasio               | Ascensione 1773  | Venezia, Teatro San Benedetto                        |                                                                                      |
| Achille in Sciro                                                               | dramma per musica               | 3 atti  | Pietro Metastasio               | Carnevale 1774   | Roma, Teatro Argentina                               |                                                                                      |
| La finta giardiniera                                                           | dramma giocoso                  | 3 atti  | Sconosciuto                     | Carnevale 1774   | Roma, Teatro delle Dame                              | Il librettista potrebbe essere stato Giuseppe Petrosellini o Ranieri de' Calzabigi   |
| Lucio Silla                                                                    | dramma per musica               | 3 atti  | Giovanni de Gamerra             | Ascensione 1774  | Venezia, Teatro San Samuele                          | In origine scritta per Wolfgang Amadeus Mozart                                       |
| Il geloso in cimento o la vedova bizzarra (La vedova scaltra)                  | dramma giocoso                  | 3 atti  | Giovanni Bertati                | 25 maggio 1774   | Vienna, Burgtheater                                  | Da Carlo Goldoni.                                                                    |
| Olimpiade                                                                      | dramma per musica               | 3 atti  | Pietro Metastasio               | 26 dicembre 1774 | Venezia, Teatro San Benedetto                        |                                                                                      |
| La contadina incivilita (Il principe di Lagonegro, ossia l'innocente premiata) | dramma giocoso                  | 3 atti  | Niccolò Tassi                   | Carnevale 1775   | Venezia, Teatro San Moisè                            |                                                                                      |
| Didone abbandonata                                                             | dramma per musica               | 3 atti  | Pietro Metastasio               | Ascensione 1775  | Venezia, Teatro San Moisè                            |                                                                                      |
| L'avaro (La fedeltà nelle angustie)                                            | dramma giocoso                  | 3 atti  | Giovanni Bertati                | autunno 1775     | Venezia, Teatro San Moisè                            |                                                                                      |
| La vera costanza                                                               | dramma giocoso                  | 3 atti  | Francesco Puttini               | 2 gennaio 1776   | Roma, Teatro delle Dame                              |                                                                                      |
| La donna instabile                                                             |                                 |         | G. Bertati                      | 1776             | Vienna                                               | Dubbia                                                                               |
| Montezuma                                                                      | dramma per musica               | 3 atti  | Alvisi Giusti                   | 1776             | Reggio Emilia, Teatro Antico detto il Monte di pietà | Forse tratto da Vittorio Amedeo Cigna-Santi                                          |
| Isabella e Rodrigo, o sia la costanza in amore                                 | dramma giocoso                  | 2 atti  | Giovanni Bertati                | autunno 1776     | Venezia, Teatro Grimani di San Samuele               |                                                                                      |
| Il curioso indiscreto                                                          | dramma giocoso                  | 3 atti  |                                 | Carnevale 1777   | Roma, Teatro delle Dame                              | Il libretto potrebbe essere di Giovanni Bertati, Giuseppe Petrosellini o di entrambi |
| Gengis-Kan                                                                     | dramma per musica               | 3 atti  |                                 | Carnevale 1777   | Torino, Teatro Regio                                 |                                                                                      |
| La vaga frascatana contrastata dagli amori umiliati                            | dramma giocoso                  | 2 atti  |                                 | maggio 1777      | Ravenna, Teatro del Collegio dei Nobili              |                                                                                      |
| Adriano in Siria                                                               | dramma per musica               | 3 atti  | Pietro Metastasio               | giugno 1777      | Padova, Teatro Nuovo                                 |                                                                                      |
| Lo sposo disperato (Lo zotico incivilito, Gli sposi in contrasto)              | dramma giocoso                  | 2 atti  | Giovanni Bertati                | autunno 1777     | Venezia, Teatro San Moisè                            |                                                                                      |
| Il controgenio                                                                 | dramma per musica               |         | Giuseppe Petrosellini           | Carnevale 1778   | Roma, Teatro Valle                                   |                                                                                      |
| Ezio                                                                           | dramma per musica               | 3 atti  | Pietro Metastasio               | Ascensione 1778  | Venezia, Teatro San Moisè                            |                                                                                      |
| La forza delle donne                                                           | dramma giocoso                  | 2 atti  | Giovanni Bertati                | autunno 1778     | Venezia, Teatro San Moisè                            |                                                                                      |
| L'americana in Olanda                                                          | dramma giocoso                  | 2 atti  | Nunziato Porta                  | autunno 1778     | Venezia, Teatro San Samuele                          |                                                                                      |
| Orlando Paladino                                                               | dramma per musica               |         |                                 | 1778             | Vienna, Hoftheater                                   | Attribuzione dubbia                                                                  |
| Cleopatra                                                                      | dramma serio                    | 3 atti  | Mattia Verazi                   | Carnevale 1779   | Milano, Teatro alla Scala                            |                                                                                      |
| Il matrimonio per inganno                                                      | dramma giocoso                  | 2 atti  | Giovanni Bertati                | primavera 1779   | Firenze, Teatro di Via del Cocomero                  |                                                                                      |
| Azor, re di Kibinga                                                            | dramma giocoso                  | 2 atti  | Giovanni Bertati                | autunno 1779     | Venezia, Teatro San Moisè                            |                                                                                      |
| Le gelosie villane                                                             | dramma giocoso                  | 2 atti  | Tommaso Grandi                  | 1779             | Casale Monferrato, Teatro Secchi                     | Attribuzione dubbia                                                                  |
| Amor costante                                                                  | intermezzo                      | 2 atti  | Giovanni Bertati                | Carnevale 1780   | Roma, Teatro Capranica                               |                                                                                      |
| Tito nelle Gallie                                                              | dramma per musica               | 3 atti  | Pietro Giovannini               | Carnevale 1780   | Roma, Teatro delle Dame                              |                                                                                      |
| I viaggiatori felici                                                           | dramma giocoso                  | 2 atti  | Filippo Livigni                 | ottobre 1780     | Venezia, Teatro Grimani di San Samuele               |                                                                                      |
| La donna volubile                                                              |                                 |         |                                 | Carnevale 1781   | Piacenza                                             |                                                                                      |
| Lo sposo per equivoco                                                          | intermezzo                      |         |                                 | Carnevale 1781   | Roma, Teatro Capranica                               |                                                                                      |
| Il trionfo di Arianna                                                          | dramma per musica               | 2 atti  | Carlo Giuseppe Lanfranchi Rossi | Ascensione 1781  | Venezia, Teatro San Moisè                            |                                                                                      |
| L'imbroglio delle tre spose                                                    | dramma giocoso                  | 2 atti  | Giovanni Bertati                | autunno 1781     | Firenze, Teatro della Pergola                        |                                                                                      |
| Gli amanti canuti                                                              | dramma giocoso                  |         | Carlo Giuseppe Lanfranchi Rossi | autunno 1781     | Venezia, Teatro San Moisè                            |                                                                                      |
| L'infante di Zamora                                                            |                                 |         |                                 | 1781             | Parigi, Menus-Plaisirs du Roi                        |                                                                                      |
| Zemira                                                                         | dramma per musica               | 2 atti  | Gaetano Sertor                  | Carnevale 1782   | Venezia, Teatro San Benedetto                        |                                                                                      |
| Il disprezzo                                                                   | azione drammatica giocosa       | 1 atto  |                                 | Carnevale 1782   | Venezia, Teatro Grimiani di San Samuele              |                                                                                      |
| Il trionfo della costanza                                                      | dramma giocoso                  |         | Carlo Francesco Badini          | 19 dicembre 1782 | Londra                                               |                                                                                      |
| La finta ammalata                                                              |                                 | 2 atti  | Giovanni Battista Lorenzi       | Carnevale 1782-3 | Parma, Teatro di Corte                               | Attribuzione dubbia                                                                  |
| I vecchi burlati                                                               | dramma giocoso                  |         | Antonio Palomba                 | 27 marzo 1783    | Londra, Haymarket Theatre                            |                                                                                      |
| Chi cerca trova                                                                |                                 |         |                                 | 1783             | Firenze, Teatro di Via del Cocomero                  | Attribuzione dubbia. Forse del 1789                                                  |
| Issipile                                                                       | dramma per musica               |         | Antonio Andrei                  | 8 maggio 1784    | Londra, Haymarket Theater                            | Da Pietro Metastasio                                                                 |
| Le due gemelle                                                                 | dramma giocoso                  | 2 atti  | Girolamo Tonioli                | 12 giugno 1784   | Londra, Haymarket Theater                            |                                                                                      |
| Gli sposi in commedia                                                          |                                 | 2 atti  | Antonio Palomba                 | 1784             | Piacenza, Teatro Ducale                              | Attribuzione dubbia                                                                  |
| Il cavaliere per amore                                                         |                                 | 2 atti  | Giuseppe Petrosellini           | 1784             | Berlino, Königliches Theater                         | Attribuzione dubbia                                                                  |
| La pazza per amore                                                             | dramma giocoso                  | 2 atti  |                                 | Carnevale 1785   | Correggio, Teatro Pubblico                           |                                                                                      |
| L'inglese in Italia                                                            | dramma giocoso                  | 2 atti  | Carlo Francesco Badini          | 20 maggio 1786   | Londra, Haymarket Theater                            |                                                                                      |
| Le gelosie fortunate                                                           | dramma giocoso                  | 2 atti  | Filippo Livigni                 | autunno 1786     | Venezia, Teatro San Samuele                          |                                                                                      |
| Le pazzie de' gelosi                                                           | farsetta                        | 2 atti  |                                 | Carnevale 1787   | Roma, Teatro Valle                                   |                                                                                      |
| Creso                                                                          | dramma per musica               |         | Giovacchino Pizzi               | Carnevale 1787   | Roma, Teatro Argentina                               |                                                                                      |
| L'orfanella americana                                                          | commedia per musica             |         | Giovanni Bertati                | autunno 1787     | Venezia, Teatro San Moisè                            |                                                                                      |
| La villanella di spirito                                                       |                                 | 2 atti  |                                 | 1787             | Roma                                                 | Attribuzione dubbia                                                                  |
| La maga Circe                                                                  | farsetta                        | 1 atto  |                                 | Carnevale 1788   | Roma, Teatro Valle                                   |                                                                                      |
| Artaserse                                                                      | dramma per musica               | 3 atti  | Pietro Metastasio               | Carnevale 1788   | Roma, Teatro delle Dame                              |                                                                                      |
| I matrimoni per fanatismo                                                      | dramma giocoso                  | 2 atti  | Carlo Sernicola                 | 1788             | Napoli, Teatro del Fondo                             |                                                                                      |
| La gazzetta, o sia il bagiano deuso                                            | farsa                           | 2 atti  | Giuseppe Petrosellini           | Carnevale 1789   | Roma, Teatro Valle                                   |                                                                                      |
| Zenobia di Palmira                                                             | dramma per musica               | 3 atti  | Gaetano Sertor                  | 26 dicembre 1789 | Venezia, Teatro San Benedetto                        |                                                                                      |
| L'antiquario                                                                   | opéra comique                   |         |                                 | 1789             | Parigi, Feydeau                                      | Attribuzione dubbia                                                                  |
| Gli artigiani (L'amor artigiano)                                               | dramma giocoso                  | 2 atti  | Giuseppe Foppa                  | primavera 1793   | Venezia, Teatro San Moisè                            | Da Carlo Goldoni                                                                     |

### Cantate
- I dioscuri (libretto di Saverio Mattei e Giovanni Battista Basso-Bassi, 1771, Teatro San Carlo di Napoli con Gaspare Pacchierotti)
- L'armonia (libretto di Mattia Butturini, 1790, Venezia)

### Musica sacra

#### Oratori
- La madre dei Maccabei (libretto di Giuseppe Barbieri, 1765, Roma)
- Noe sacrificium (1769, Venezia o Firenze)
- Carmina sacra canenda in nosocomio pauperum derelictorum (1773, Venezia)
- Jerusalem eversa (1774, Venezia)
- David contra Philisthaeos (1775, Venezia)
- Giuseppe riconosciuto (libretto di Pietro Metastasio, 1776, Roma)
- Carmina sacra recinenda a piis virginibus (1776, Venezia)
- Samuelis umbra (1777, Venezia)
- Virginis assumptae triumphus (1780, Venezia)
- La nascita del Redentore (libretto di Giacomo Gregorio, 1780, Roma)
- Esther (1781, Venezia)
- La Betulia liberata (libretto di Pietro Metastasio, 1781)
- Sedecias (1782, Venezia)
- Il sacrificio di Noè uscito dall'arca (1783, Roma)
- Prodigus (1786, Venezia)
- Sant'Elena al Calvario (libretto di Pietro Metastasio, 1786, Roma)
- Ninive conversa (1787, Venezia)
- Il figliuol prodigo (libretto di Carlo Antonio Femi, 1792, Roma)
- La morte di San Filippo Neri (libretto di Carlo Antonio Femi, 1796, Roma)
- Gerico distrutta
- Il convito di Baldassare
- Per la nascita di Nostro Signore Gesù Cristo

#### Altri lavori sacri
- 6 Messe
- 6 Kyrie e Gloria
- Qui Tollis
- 2 Credo
- 5 Salve regina
- Oltre 8 mottetti
- Miserere
- Responsori per la Settimana Santa
- Numerosi salmi
- Vari inni
- Altri lavori sacri minori

### Musica strumentale
- 67 sinfonie
- Minuetti per 2 violini e violoncello
- 5 quintetti